# Tricypha obscura
Tricypha obscura är en fjärilsart som beskrevs av George Francis Hampson 1898. Tricypha obscura ingår i släktet Tricypha och familjen björnspinnare. Inga underarter finns listade i Catalogue of Life.